# Psicocinesi

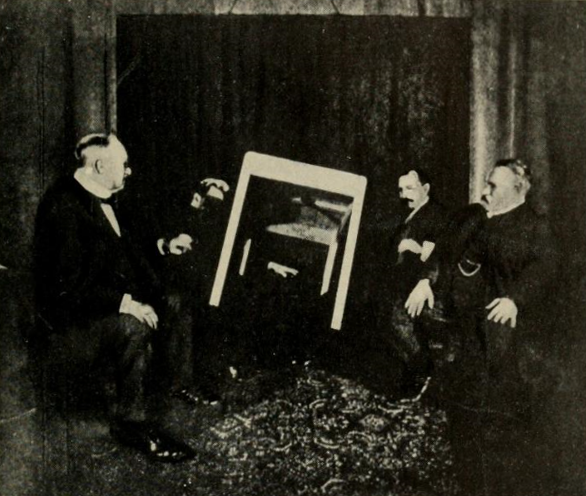
Levitazione di un tavolino attribuito a un fenomeno di psicocinesi operato dalla spiritista Eusapia Palladino nel 1911.

La psicocinesi o telecinesi è una presunta abilità mentale che consente di influenzare un corpo inanimato senza interazione fisica ma solo con il pensiero.
Gli esperimenti effettuati per provare l'esistenza del fenomeno sono stati criticati per mancanza di controlli adeguati e di ripetibilità. Non ci sono evidenze affidabili sull'esistenza della telecinesi, per cui è generalmente considerato un fenomeno paranormale e pseudoscientifico.

## Origine del termine
Il termine psicocinesi deriva dalle radici greche ψυχή «psyché» e κίνησις «kìnesis» che significano, rispettivamente, anima e movimento.
Ha soppiantato il vecchio termine telecinesi, ossia "movimento a distanza". Attualmente i fenomeni legati alla psicocinesi vengono identificati dai parapsicologi nella sigla Pk o, a volte, TK (in riferimento a telekinesis).
Il termine telecinesi venne coniato dal ricercatore britannico Frederic William Henry Myers (1843-1901), uno dei fondatori della Society for Psychical Research, in Inghilterra, il quale coniò anche il termine telepatia.
Il termine psicocinesi venne usato per la prima volta nel 1914 dall'autore statunitense Henry Holt. Venne presto adottato dal famoso parapsicologo statunitense J. B. Rhine.

## Forme di psicocinesi
Secondo i parapsicologi esisterebbero numerose forme diverse di psicocinesi (psicocinesi vera e propria, levitazione, apporto, asporto, ectoplasma, materializzazione, smaterializzazione, poltergeist, psicofonia, psicografia, teleplastia). A differenza di fenomeni quali telepatia e chiaroveggenza, rappresenta una forma di medianità fisica.

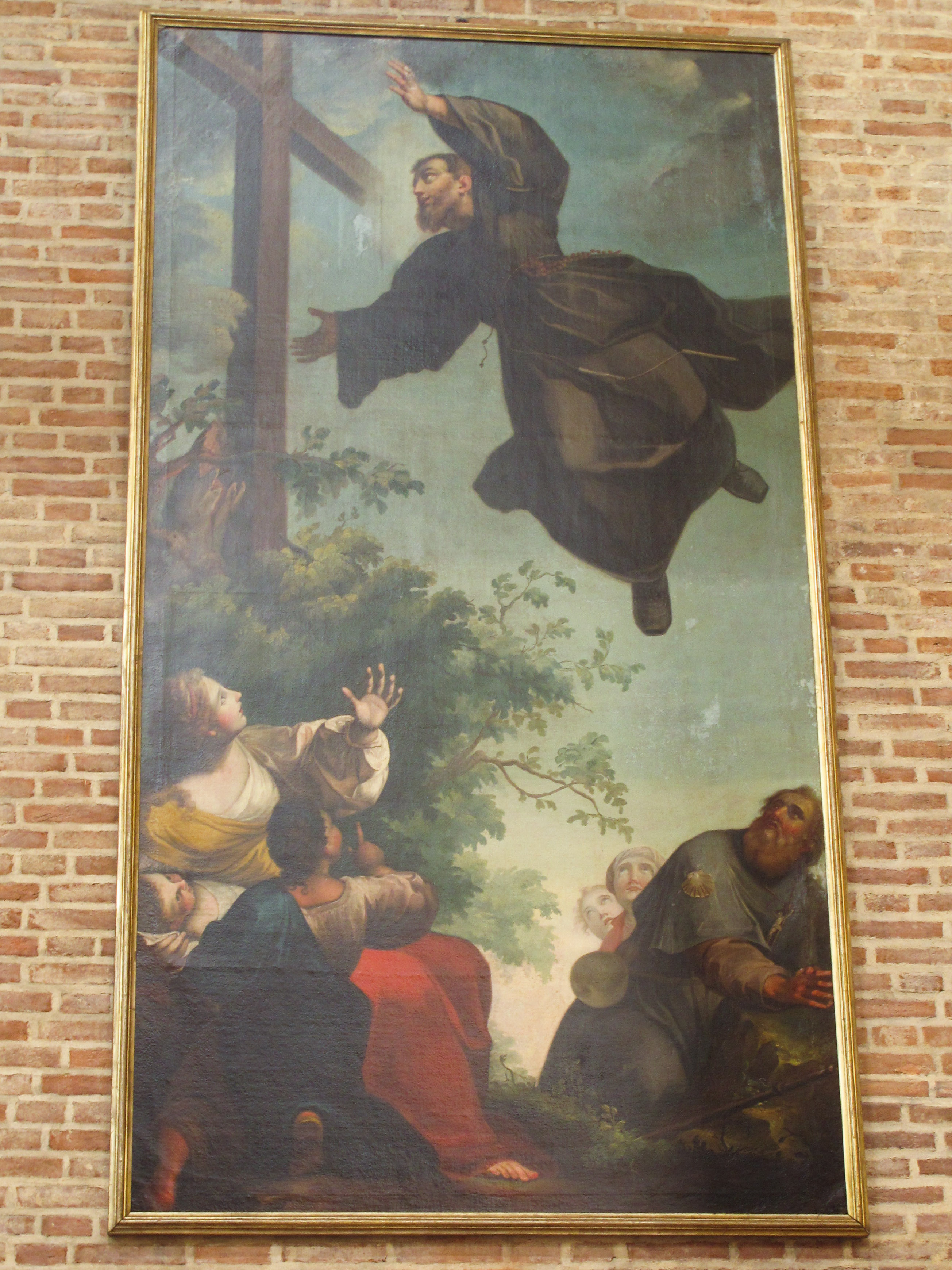
Levitazione di San Giuseppe da Copertino in estasi, riconducibile a un fenomeno di psicocinesi (dipinto nella Chiesa di San Lorenzo a Vicenza)

La psicocinesi fa parte della numerosa serie di manifestazioni classificate nella parapsicologia, ma si manifesta anche in altri ambiti che non sono sempre naturali.
Analoga manifestazione è quella della bilocazione, cioè la contemporanea presenza in più posti nello stesso momento.
Gli ambienti mistici a sfondo religioso, non solo di matrice cristiana, sono stati interessati da questa fenomenologia.
Esisterebbero due categorie di psicocinesi:
- Macro-Psicocinesi: interessa fatti che possono essere verificati ad occhio nudo, come la levitazione del medium, lo spostamento di un oggetto o l'influenzare la caduta di un dado.
- Micro-Psicocinesi: interessa fenomeni non direttamente osservabili, basati su generatori di eventi casuali influenzati in maniera microscopica dalla coscienza di un soggetto. L'evidenze per tali capacità sono di natura statistica e non fisica.

### Categorie di psicocinesi
Psicocinesi è un termine usato per indicare anche vari fenomeni paranormali tra i quali:
- Telecinesi - facoltà di muovere la materia col pensiero. Suddivisibile in:
  - Attività su macroscala (spostare, sollevare, agitare, girare, piegare, spezzare, o frantumare), tra cui:
    - Deformazione degli oggetti (soprattutto dei metalli);
    - Levitazione - facoltà di sollevare se stessi (od altri oggetti);
    - Idrocinesi - facoltà di creare e controllare il movimento dell'acqua;
    - Geocinesi - facoltà di controllare la terra;
    - Aerocinesi - facoltà di controllare il movimento dell'aria;

  - Attività su microscala (alterare le vibrazioni atomiche e/o il livello energetico degli atomi e/o delle particelle elementari), tra cui:
    - Criocinesi - facoltà di creare e/o controllare il ghiaccio;
    - Pirocinesi - facoltà di creare e/o controllare il fuoco;
    - Elettrocinesi - facoltà di creare energia elettrica e/o di modificarla a piacimento;
    - termocinesi - facoltà di controllare la temperatura di un corpo o di un ambiente, innalzandola e/o abbassandola,talvolta intesa come l’unione di pirocinesi e criocinesi;
    - Controllo del magnetismo - controllo sui campi magnetici;
    - Fotocinesi (detta anche Lumocinesi) - controllo sulla luce.
- Biocinesi - manipolazione della materia organica, tra cui:
  - Floracinesi o Clorocinesi - facoltà di controllare forme di vita vegetali;
- Tecnocinesi - capacità di manipolare oggetti tecnologici (macchine, lampade, computer ecc...) controllandole o comunicandoci. Potrebbe rientrare nella categoria dell'elettrocinesi;
- Atmocinesi - controllo del clima col pensiero (per esempio la Danza della pioggia degli indiani d'America).
- Alterazione della Materia (detta anche Alchimia) - alterazione dello stato chimico-fisico della materia.

Altre facoltà correlabili alla psicocinesi sono:
- Alterazione delle Probabilità.
- Guarigione.
- Teletrasporto.
- Cronocinesi - facoltà di controllare e/o viaggiare nel tempo.
- Metacreatività (detta anche Proiezione Mentale) - proiezione nella realtà di un'immagine tridimensionale presente solo nella mente di una persona (per esempio i tulpa tibetani)
- Gravitocinesi facoltà di controllare la gravità.

## Possibili interpretazioni
Esistono almeno due diverse interpretazioni di questo ipotetico fenomeno, da parte di chi crede nella sua esistenza:
- secondo quella spiritica, si hanno fenomeni psicocinetici quando un'entità disincarnata prende possesso di un medium, per esempio durante una seduta spiritica;
- secondo la parapsicologia, la psicocinesi rappresenterebbe una manifestazione delle "energie mentali" del medium senza bisogno di interventi di entità soprannaturali.

A queste due interpretazioni sarebbe legato il fenomeno dei poltergeist, che, in base alle due teorie, potrebbe essere spiegato come un fenomeno di psicocinesi spontaneo causato da una entità spirituale che agirebbe senza un tramite umano o da un soggetto inconsapevole delle proprie capacità psichiche latenti.

## Persone con presunte capacità psicocinetiche
- Daniel Dunglas Home, spiritista scozzese.
- Uri Geller, di nazionalità israeliana, famoso per la presunta capacità di piegare un cucchiaio con la mente e di far ripartire orologi fermi.
- Nina Kulagina, medium sovietica.
- Raimondo di Sangro, alchimista italiano.
- Chizuko Mifune (御船千鶴子), chiaroveggente giapponese del periodo Meiji.
- Aleister Crowley, fondatore dell'Astrum Argentinum.
- Gustavo Adolfo Rol, sensitivo italiano.